# Consumentisme
Er zijn verschillende betekenissen van consumentisme:
- een georganiseerde beweging van burgers en overheidsinstanties, om de rechten en de macht van consumenten ten opzichte van aanbieders te vergroten, zie consumentenbescherming;[bron?]
- een ideologie die het consumentisme ziet als de tegenhanger van communisme en socialisme, en andere beperkingen van de vrije markt;[bron?]
- consumptisme, een manier van leven waarin het regelmatig aanschaffen van secundaire goederen belangrijk is; daarbij speelt de invloed van het bezit van het product op de sociale status een rol, en het (willen) behoren tot een bepaalde groep (identiteit).

Het begrip ontstond in de Verenigde Staten, met de opkomst van de consumptiemaatschappij in de twintigste eeuw. Waar eerder de markt geacht werd zichzelf te reguleren, bleek dit niet altijd voldoende te werken, zodat consumenten zich begonnen te verenigen in consumentenbewegingen en -organisaties. In de jaren zestig van de twintigste eeuw begonnen de United States Chamber of Commerce en de National Retail Federation de term op een negatieve manier te gebruiken om die bewegingen in een kwaad daglicht te stellen. Ook het werk van Esther Peterson als special assistant van de president voor Consumer Affairs werd op die manier bejegend. Rond die tijd kwam echter ook een ander gebruik van de term op, zoals bij Robert Whitney die tijdens het International Distribution Congress in 1955 consumentisme zag als een tegenhanger van communisme en socialisme. Consumeren wordt dan gezien als een recht, een recht dat zo nodig tot in extreme vorm wordt verdedigd.
Daarnaast wordt consumentisme dan ook wel gezien als goed voor de economie en daarom nastrevenswaardig. In die context kreeg het echter ook een negatieve lading, zoals bij Vance Packard in zijn boek The Waste Makers uit 1960. Consumentisme wordt dan gezien als verspilling, iets wat Thorstein Veblen al in 1899 signaleerde in zijn werk Theory of the Leisure Class. Veblen merkte in zijn boek op dat conspicuous consumption (opzichtige consumptie) diende om de sociale status van de consument te verhogen.